# Campionati del mondo di ciclismo su strada 1998
I Campionati del mondo di ciclismo su strada 1998 si disputarono a Valkenburg aan de Geul, nei Paesi Bassi, tra il 4 e l'11 ottobre 1998.

## Eventi

### Cronometro individuali
Martedì 6 ottobre
- 12:15-13:30 Donne Juniores – 15,200 km
- 14:15-16:45 Uomini Under 23 – 32,800 km

Mercoledì 7 ottobre
- 12:00-14:00 Uomini Juniores – 23,000 km
- 14:45-16:45 Donne Elite – 23,000 km

Giovedì 8 ottobre
- 14:00-16:45 Uomini Elite – 43,500 km

### Corse in linea
Venerdì 9 ottobre
- 9:00-11:30 Donne Juniores – 68,800 km
- 12:30-17:15 Uomini Under 23 – 172,000 km

Sabato 10 ottobre
- 9:00-13:00 Uomini Juniores – 137,600 km
- 14:00-17:15 Donne Elite – 103,200 km

Domenica 11 ottobre
- 10:00-17:15 Uomini Elite – 258,000 km

## Medagliere
| Pos.   | Nazione     | Oro | Argento | Bronzo | Totale |
| ------ | ----------- | --- | ------- | ------ | ------ |
| 1      | Germania    | 2   | 1       | 2      | 5      |
| 2      | Svizzera    | 2   | 0       | 0      | 2      |
| 3      | Italia      | 1   | 2       | 4      | 7      |
| 4      | Spagna      | 1   | 1       | 0      | 2      |
| 4      | Paesi Bassi | 1   | 1       | 0      | 2      |
| 6      | Irlanda     | 1   | 0       | 0      | 1      |
| 6      | Lituania    | 1   | 0       | 0      | 1      |
| 6      | Norvegia    | 1   | 0       | 0      | 1      |
| 9      | Russia      | 0   | 3       | 1      | 4      |
| 10     | Belgio      | 0   | 1       | 0      | 1      |
| 10     | Francia     | 0   | 1       | 0      | 1      |
| 12     | Australia   | 0   | 0       | 1      | 1      |
| 12     | Canada      | 0   | 0       | 1      | 1      |
| 12     | Ucraina     | 0   | 0       | 1      | 1      |
| Totale | Totale      | 10  | 10      | 10     | 30     |

## Sommario degli eventi
| Eventi                 | Oro                              | Tempo    | Argento                          | Tempo   | Bronzo                     | Tempo   |
| Uomini Elite           |                                  |          |                                  |         |                            |         |
| Gara in linea dettagli | Oscar Camenzind Svizzera         | 6h01'30" | Peter Van Petegem Belgio         | a 23"   | Michele Bartoli Italia     | a 24"   |
| Cronometro dettagli    | Abraham Olano Spagna             | 54'32"1  | Melchor Mauri Spagna             | a 37"5  | Serhij Hončar Ucraina      | a 47"7  |
| Uomini Under-23        |                                  |          |                                  |         |                            |         |
| Gara in linea dettagli | Ivan Basso Italia                | 4h00'30" | Rinaldo Nocentini Italia         | a 16"   | Danilo Di Luca Italia      | s.t.    |
| Cronometro dettagli    | Thor Hushovd Norvegia            | 43'19"84 | Frédéric Finot Francia           | a 10"64 | Gianmario Ortenzi Italia   | a 16"83 |
| Uomini Juniores        |                                  |          |                                  |         |                            |         |
| Gara in linea dettagli | Mark Scanlon Irlanda             | 2h54'36" | Filippo Pozzato Italia           | s.t.    | Ėduard Kivišëv Russia      | s.t.    |
| Cronometro dettagli    | Fabian Cancellara Svizzera       | 29'39"15 | Torsten Hiekmann Germania        | a 2"46  | Filippo Pozzato Italia     | a 7"26  |
| Donne Elite            |                                  |          |                                  |         |                            |         |
| Gara in linea dettagli | Diana Žiliūtė Lituania           | 2h35'35" | Leontien van Moorsel Paesi Bassi | s.t.    | Hanka Kupfernagel Germania | s.t.    |
| Cronometro dettagli    | Leontien van Moorsel Paesi Bassi | 31'51"14 | Zul'fija Zabirova Russia         | a "38   | Hanka Kupfernagel Germania | a 2"16  |
| Donne Juniores         |                                  |          |                                  |         |                            |         |
| Gara in linea dettagli | Tina Liebig Germania             | 1h46'51" | Ol'ga Zabelinskaja Russia        | s.t.    | Nathalie Bates Australia   | s.t.    |
| Cronometro dettagli    | Trixi Worrack Germania           | 23'22"70 | Ol'ga Zabelinskaja Russia        | a 5"45  | Geneviève Jeanson Canada   | a 23"35 |